# Ashikaga Yoshinori
Ashikaga Yoshinori (足利 義教?   12 de julio de 1394 - 12 de julio de 1441) fue el sexto shōgun del shogunato Ashikaga y gobernó entre 1429 y 1441 en Japón. Fue el hijo del tercer shogun Ashikaga Yoshimitsu.

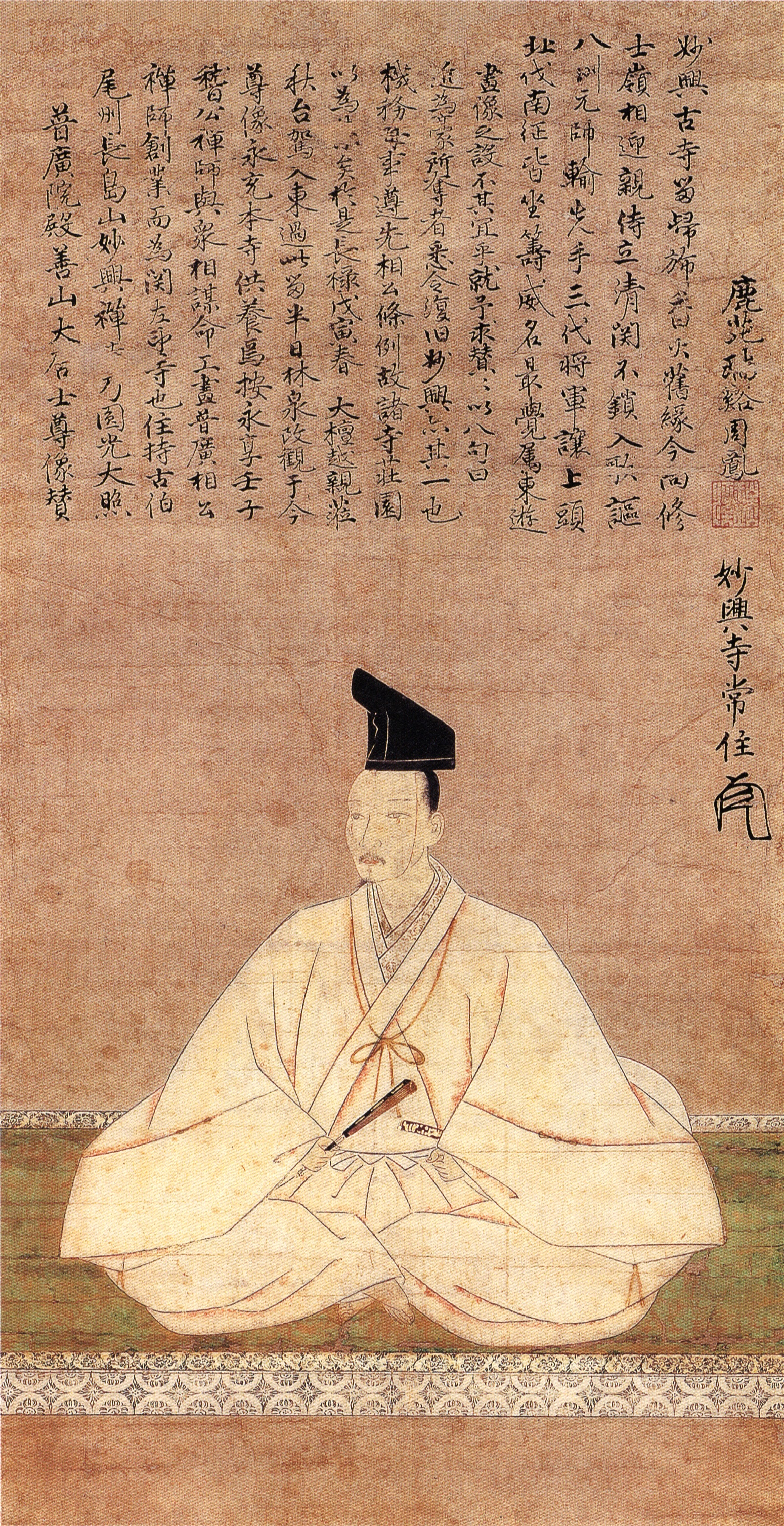
Ashikaga Yoshinori.

La muerte repentina del quinto shogun Ashikaga Yoshikazu en 1425 impidió que este dejara un sucesor, tampoco el cuarto shogun Ashikaga Yoshimochi asignó un sucesor. Cuando Yoshimochi murió en 1428, Yoshinori tomó el título después de haberse acordado una reunión en el Santuario Iwashimizu para tratar la sucesión.
En 1438 sofocó la Rebelión Eikyo y derrotó a Ashikaga Mochiuji, dando como consecuencia  una consolidación del poder. No obstante en 1441 fue asesinado por Akamatsu Mitsusuke en su día de cumpleaños.
Fue sucedido por su hijo, el séptimo shogun Ashikaga Yoshikatsu.
| Predecesor: Ashikaga Yoshikazu | Shogun Ashikaga 1429 - 1441 | Sucesor: Ashikaga Yoshikatsu |

- Datos: Q239170
- Multimedia: Ashikaga Yoshinori / Q239170